# 联合菌属
联合菌属為互养菌目互养菌科的一属革兰氏阴性菌。细胞椭圆到杆状。目前只在瘤胃中发现。此属的模式种为约氏联合菌属(Synergistes jonesii)。

## 下属物种
- 约氏联合菌属 Synergistes jonesii Allison et al. 1993